# Occupazione francese della Repubblica di Venezia
L'occupazione francese della Repubblica di Venezia avvenne nel corso della prima campagna d'Italia, quando la Repubblica di Venezia fu occupata militarmente dall'esercito francese di Napoleone Bonaparte. Il governo del territorio non era centralizzato, bensì affidato a un gran numero di governi e municipalità provvisorie, tutti di fatto a guida francese. La prima a nascere fu il 13 marzo 1797 la Repubblica Bergamasca, mentre la Repubblica di Venezia cadde definitivamente con l'istituzione della Municipalità provvisoria di Venezia, avvenuta il 16 maggio. Con il trattato di Campoformio la Francia mantenne i territori della Lombardia veneziana, aggregandoli alla Repubblica Cisalpina, mentre incorporò le isole ionie; la monarchia asburgica invece assorbì i territori del Veneto, unificandoli nella Provincia Veneta, e integrò anche con amministrazioni straordinarie la Dalmazia e l'Istria.

## Storia

### La caduta della Repubblica di Venezia
Con l'ingresso a Crema delle truppe napoleoniche l'11 maggio 1796, la Repubblica di Venezia si avviò verso la sua fine. Tra il 12 e 13 marzo 1797 a Bergamo un'insurrezione portò alla proclamazione della Repubblica Bergamasca. La stessa sorte toccò a Brescia tra il 17 e il 18 marzo con la proclamazione della Repubblica Bresciana, insorsero poi anche Salò il 25 marzo e il 27 marzo Crema, con al Repubblica Cremasca. La democratizzazione delle città però fu osteggiata dalla popolazione rurale, soggetta durante il corso della guerra alle angherie delle forze francesi. I rivoltosi filo-veneziani del Salodiano, della val Sabbia, della val Seriana, della val Trompia e della val Camonica tentarono di assaltare Brescia, ma furono solo in parte fermati dalle autorità veneziane, quindi le rivolte furono sedate dalle armate francesi. Il 17 aprile la rivolta delle Pasque veronesi tenne testa per qualche giorno all'esercitò francese, che riuscì infine a placare i rivoltosi il 25 aprile e a istituire la municipalità provvisoria anche a Verona; il 27 aprile toccò a Vicenza e il 28 a Padova. Il 20 aprile le artiglierie veneziane affondarono Le Libérateur d'Italie. Questi fatti consentirono il 1º maggio 1797 a Napoleone di dichiarare formalmente guerra alla Repubblica di Venezia, che fu definitivamente occupata il 12 maggio.

### L'istituzione della municipalità provvisoria
La municipalità provvisoria si insediò in Palazzo ducale, nella sala che era stata del Maggior Consiglio, emanando il 16 maggio un proclama per annunciare il nuovo ordine:
L'ultimo voto dei nobili veneti, facendo il glorioso sagrifizio dei loro titoli, è di vedere i figli tutti della patria una volta eguali e liberi, godere, nel seno della fratellanza, i benefizii della democrazia e onorare del rispetto delle leggi il titolo più sacro ch'eglino acquistarono di Cittadini»
(Proclama della Municipalità Provvisoria di Venezia del 16 maggio 1797.)
Lo stesso giorno fu firmata a Milano una pace umiliante e, su richiesta della municipalità, conformemente agli articoli del trattato, i francesi entrarono in città: erano le prime truppe straniere a mettervi mai piede dalla nascita di Venezia.
Al contempo le province presero a ribellarsi all'autorità della municipalità di Venezia, cercando di istituire propri governi, mentre l'impennarsi del debito pubblico, non più sostenuto dalle entrate dei domini, la sospensione dei pagamenti del banco giro e gli altri provvedimenti fiscali spingevano a sempre più manifeste forme di insofferenza da parte della popolazione.
Il 4 giugno, in piazza san Marco venne innalzato il fatidico Albero della libertà: durante la cerimonia fu fatto a pezzi il gonfalone di Venezia e arso il libro d'oro della nobiltà, mentre veniva presentato il nuovo simbolo del leone alato recante la scritta DIRITTI DELL'UOMO E DEL CITTADINO. Il 29 giugno Bergamo e Crema furono definitivamente annesse alla nascente Repubblica Cisalpina.
Un mese più tardi (11 luglio) venne soppresso il Ghetto di Venezia e fu concessa libertà di circolazione agli ebrei.

### La perdita delloStato da mar

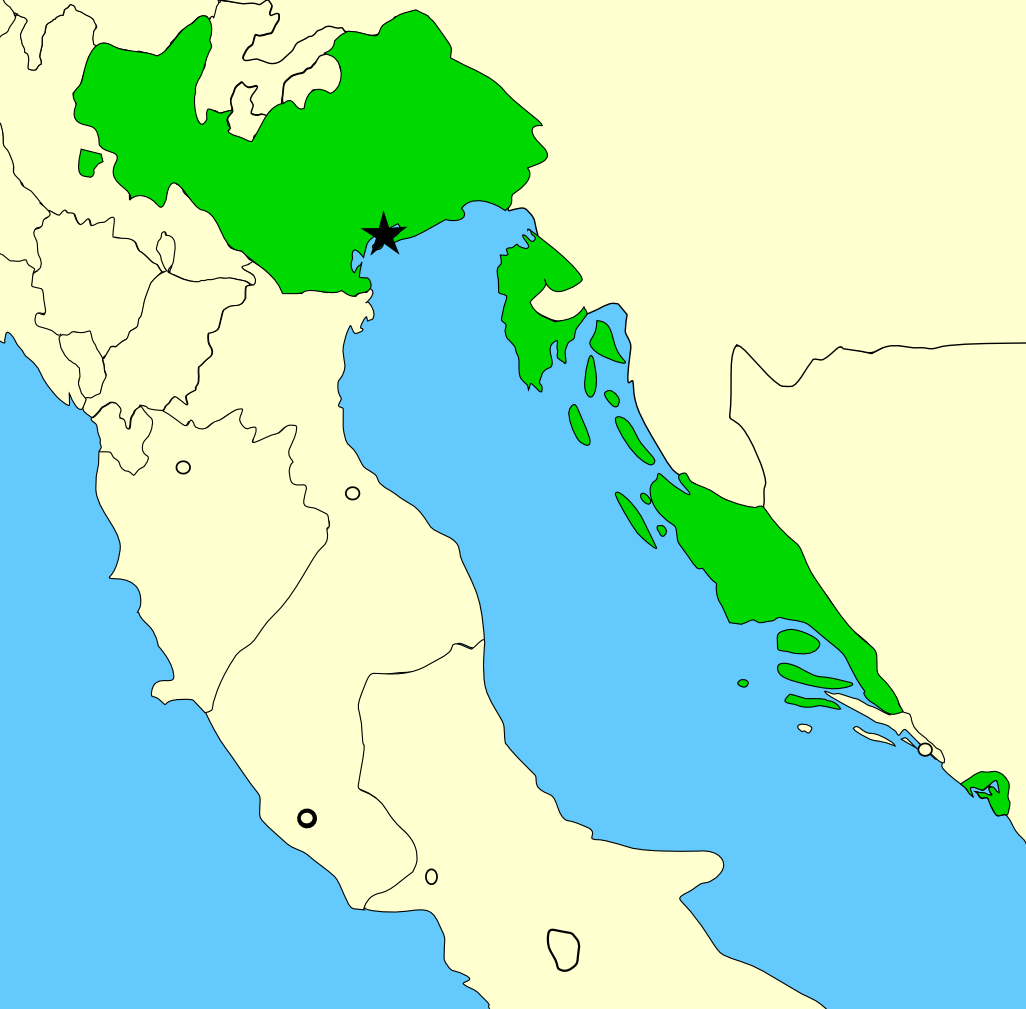
I territori della Repubblica di Venezia alla sua caduta (nella mappa non sono rappresentate le Isole Ionie)

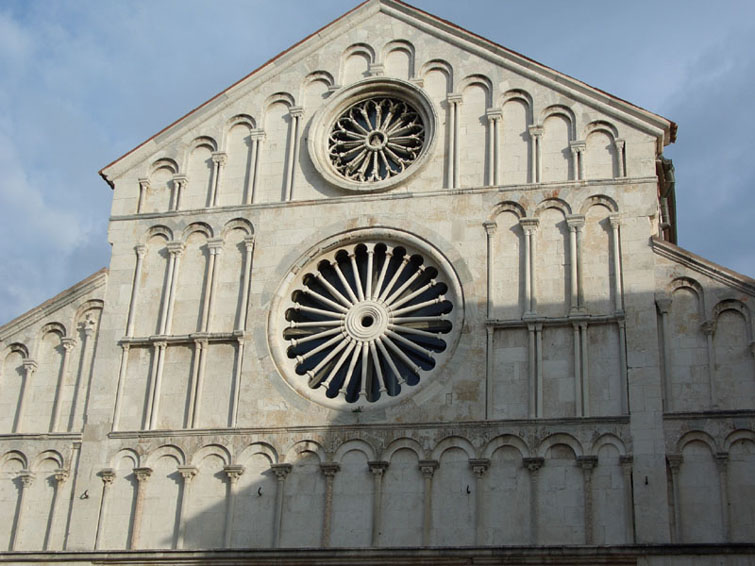
La cattedrale di Zara, città consegnatasi il 1º aprile 1797 all'Austria

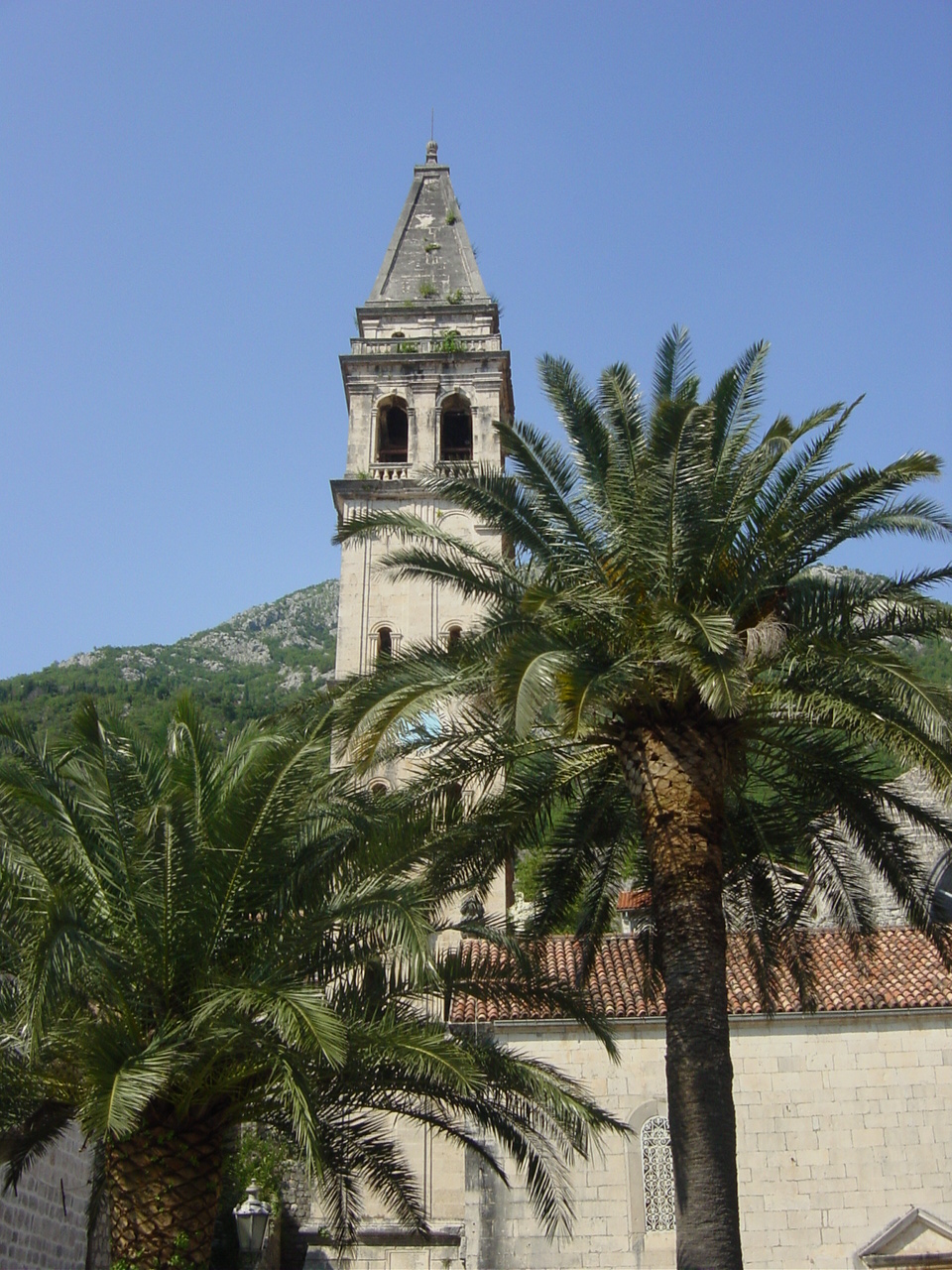
Una chiesa di Perasto, città dove il gonfalone di Venezia venne sepolto sotto l'altare maggiore del Duomo

I francesi, il 13 giugno, temendo che la Municipalità non riuscisse a mantenere il controllo di Corfù, salparono da Venezia con una flotta, intenzionati a deporre il Provveditore generale da Mar, che ancora reggeva le province oltremarine, e stabilire il governo democratico. Il 27 giugno venne così creata una Municipalità provvisoria delle isole Ionie.
Intanto, in Istria e Dalmazia, magistrati e nobili si rifiutavano di riconoscere il nuovo governo. La flotta che aveva riportato in patria le truppe schiavone allontanate da Venezia rimaneva all'ancora senza mostrare l'intenzione né di rientrare in laguna né di imporre il controllo municipale. A Traù i beni dei filo-rivoluzionari furono saccheggiati, mentre a Sebenico lo stesso console francese venne assassinato. Il diffondersi della notizia dei patti stipulati a Leobén, poi, spinse la popolazione a invocare una rapida occupazione da parte austriaca. Il 1º luglio gli Imperiali entrarono a Zara, accolti da campane a festa e salve di saluto. Le insegne marciane, ammainate quello stesso giorno, vennero condotte in processione nella cattedrale per ricevere l'omaggio della popolazione. A Perasto, città che vantava il titolo di fedelissima gonfaloniera, il vessillo venne persino simbolicamente sepolto sotto l'altare maggiore, accompagnato dalle seguenti parole del capitano della guardia:
(Discorso alla sepoltura del Gonfalone di san Marco a Perasto.)
In breve l'intera costa istriano-dalmata passò all'Arciducato d'Austria, suscitando le inutili proteste della Municipalità Provvisoria di Venezia.

### IlTerrorea Venezia
Il 22 luglio il Comitato di Salute Pubblica, organo della Municipalità di Venezia, lamentando la pesante situazione politica della città, istituì una Giunta Criminale per avviare la repressione del dissenso e decretò la pena di morte per chiunque avesse pronunciato l'antico motto viva san Marco!. La circolazione in mancanza di lasciapassare venne proibita. Il 12 ottobre venne denunciata dalla Municipalità la scoperta di una congiura contro il governo. Il fatto spinse il generale Balland, comandante militare francese della città, a decretare lo stato d'assedio, procedendo ad arresti e richiedendo la consegna di ostaggi.

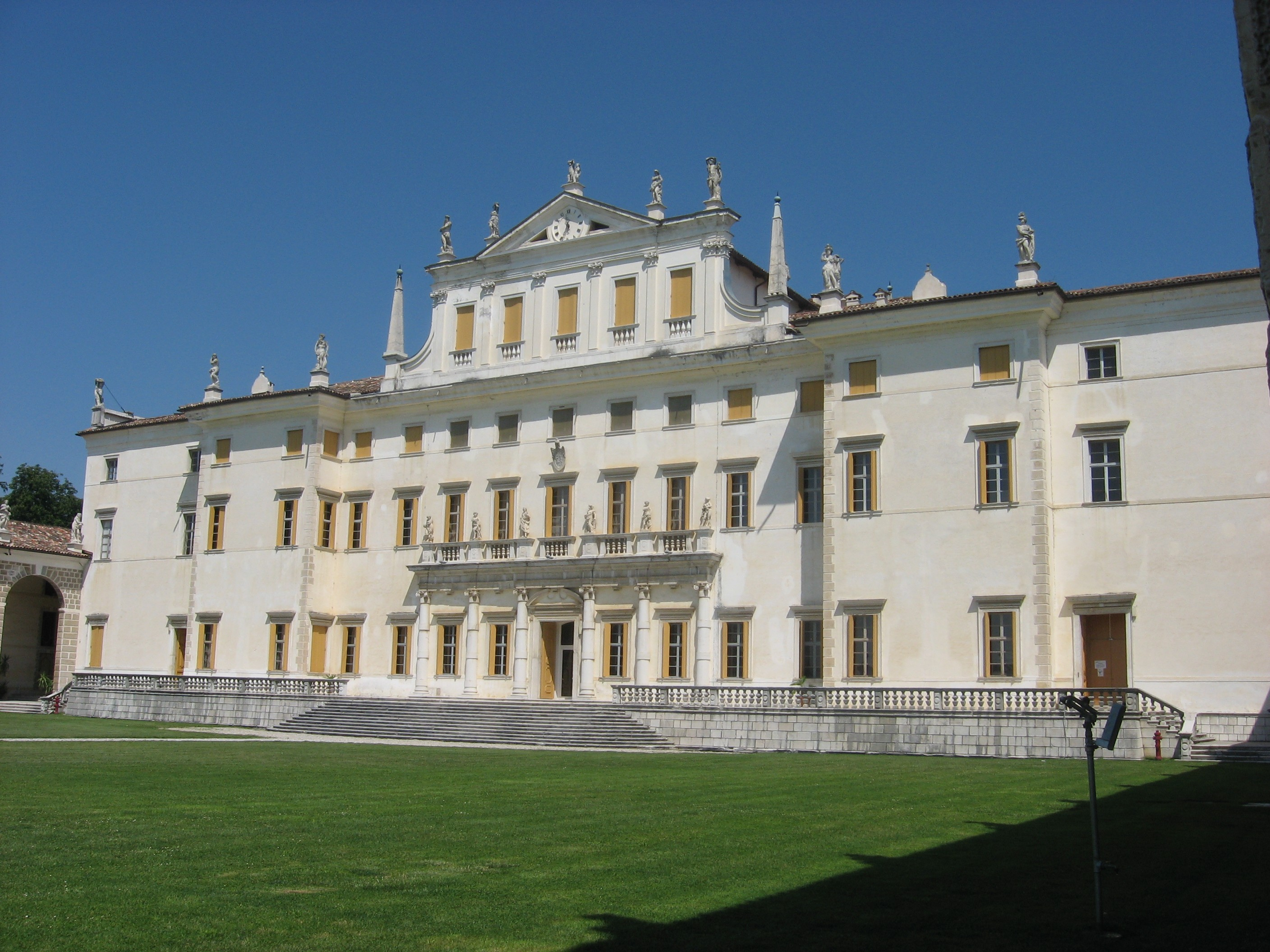
Villa Manin, dove fu siglato il trattato di Campoformio

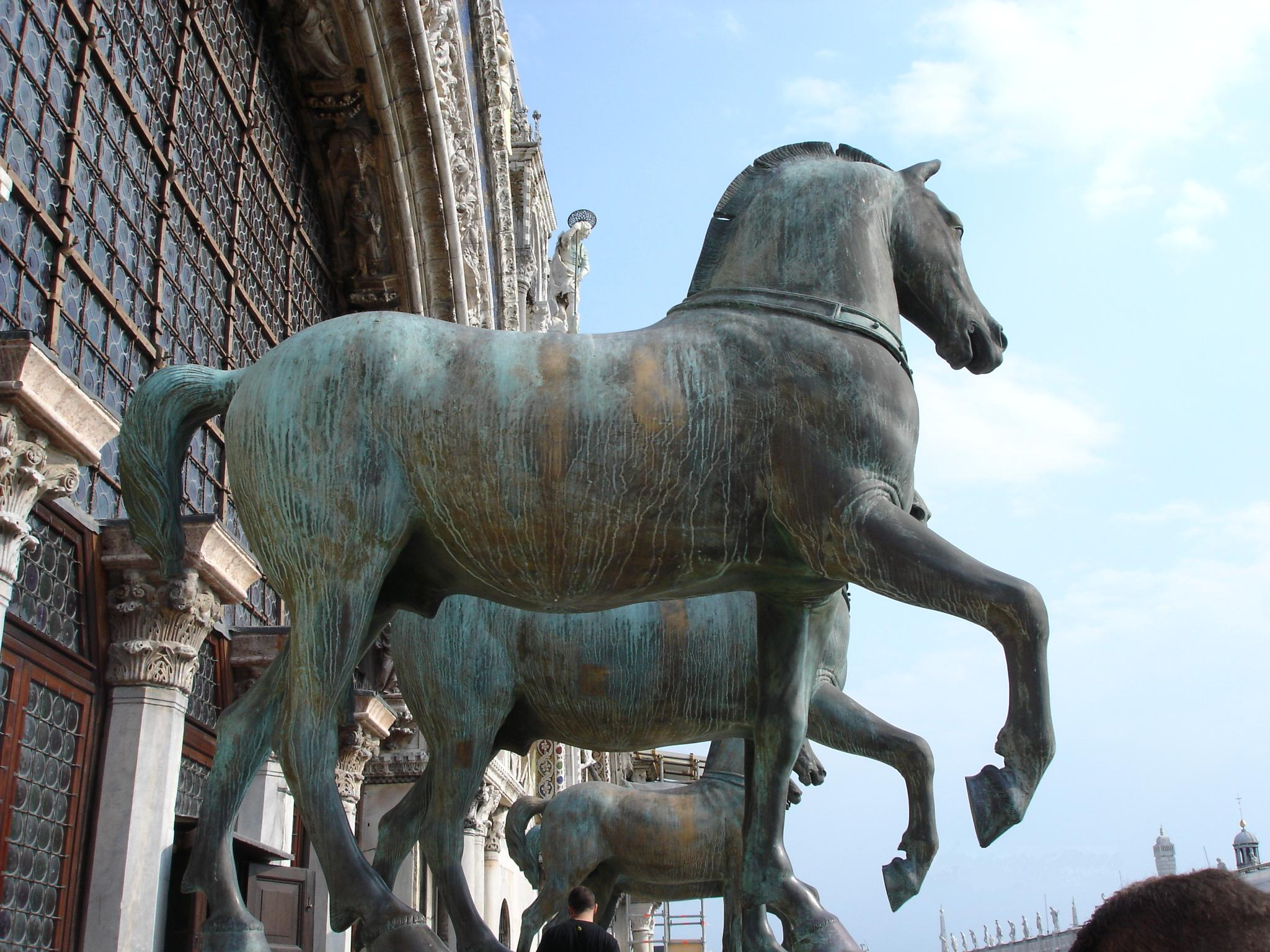
I cavalli di bronzo della Basilica di San Marco, portati a Parigi dai francesi e restituiti solo nel 1815

### La stipula del trattato di Campoformio
Dopo il Colpo di Stato del 18 fruttidoro (4 settembre), l'ala dura prese il controllo della Francia, premendo per la ripresa delle ostilità con l'Austria. Il 29 settembre venne recapitato a Napoleone un ordine del Direttorio che gli intimava di annullare gli accordi di Leoben, lanciando un ultimatum all'Impero, per non lasciare a questo la possibilità di riprendere il controllo della penisola. Il generale, però, disattendendo le direttive di Parigi, proseguì le trattative di pace con gli Asburgo d'Austria.
Intanto, di fronte al precipitare ovunque della situazione politica generale e al rischi che fossero attuate le disposizioni di Leoben, le città della Terraferma accettarono di partecipare a una conferenza a Venezia per decidere della sorte comune degli ex-territori della serenissima. Fu decisa l'unione con la Repubblica Cisalpina, ma i francesi non diedero seguito alla scelta delle popolazioni.
L'ultimo incontro tra francesi e austriaci si tenne il 16 ottobre nella villa di Passariano di Codroipo che era stata di proprietà del doge Ludovico. Poi, il 17 ottobre 1797, venne firmato il trattato di Campoformio. Così, in conformità alle clausole segrete di Leoben, i territori della repubblica di Venezia furono consegnati all'Arciducato d'Austria tranne l'unica eccezione di Brescia. Le Municipalità Provvisorie di giacobini costituite dai francesi a Venezia e nelle altre terre della repubblica stavano quindi per cessare di esistere. Già il giorno dopo il trattato, il 18, Jean-Mathieu-Philibert Sérurier fu nominato Governatore del Veneto esplicitando la fine dell’indipendenza del cessato Stato.
Il 28 ottobre a Venezia il popolo venne radunato per parrocchie per esprimersi tra l'accettazione delle decisioni francesi e la resistenza: su 23.568 votanti, ben 10.843 non scelsero per libertà. Mentre i capi della Municipalità si affannavano per resistere, inviando ambasciatori a Parigi, l'azione degli agenti austriaci e del patriziato deposto già preparavano la strada all'Austria. Gli ambasciatori vennero invece arrestati a Milano e rispediti in patria.

### Il saccheggio e la consegna all'Austria

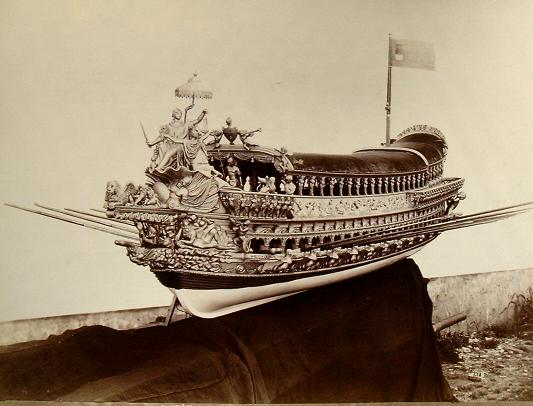
Modello del Bucintoro, la nave di Stato distrutta dai francesi durante l'occupazione per saccheggiarne le decorazioni d'oro

Il 21 novembre 1797, durante la tradizionale festa della Salute i rappresentanti della Municipalità vennero pubblicamente scherniti dal popolo e abbandonarono la piazza. Tutto questo mentre gli occupanti iniziavano il saccheggio. Delle 184 navi presenti nell'Arsenale, quelle già armate furono inviate a Tolone, le altre affondate, ponendo fine alla marina veneziana. I magazzini della flotta vennero depredati. Per non lasciare all'Austria nulla di cui trarre vantaggio, i duemila arsenalotti vennero licenziati e l'immenso cantiere dato alle fiamme.
Chiese, conventi e palazzi vennero razziati di preziosi e opere d'arte.. La Zecca e il tesoro della basilica di San Marco vennero depredati e il Bucintoro, la nave ducale, fatta a pezzi e assieme a tutte le sue sculture, che fu arsa nell'isola di San Giorgio Maggiore per fondere la foglia d'oro che le ricopriva. Anche i cavalli di bronzo della basilica di San Marco furono condotti a Parigi. Alcuni privati furono incarcerati e costretti a versare come riscatto le loro ricchezze in cambio della libertà. Il tesoro della basilica di San Marco fu liquefatto in oro per pagare i soldati francesi. Furono abbattute e depredate 70 chiese e furono chiusi gli ordini religiosi. Sparirono circa 30.000 opere d'arte.
Le Nozze di Cana del Veronese, un tempo presso il refettorio benedettino dell'isola di San Giorgio Maggiore, vennero tagliate in due e spedite al Louvre, dove si trovano ancora. Opere di Tintoretto, Giovanni Bellini, Giambattista Tiepolo e molte altre non furono mai restituite, centinaia di leoni alati e sculture raffiguranti la Repubblica di Venezia vennero distrutti. Si parla di una colonna di 20 chilometri di opere d'arte trafugate.
Allo spoglio sistematico, fucilazioni e alle distruzioni delle opere d'arte il popolo reagiva con manifestazioni, insulti pubblici e zuffe con i militari e sventolio di bandiere austriache.
Il 28 dicembre il potere venne preso dal governo militare francese e da una giunta di polizia.Il 18 gennaio 1798 entrarono a Venezia le truppe austriache, che restarono fino al 1805.

## Conseguenze

Il Regno d'Italia e le Province Illiriche dell'Impero napoleonico

L'austriaca Provincia Veneta durò sette anni; nel 18 marzo 1805, il trattato di Presburgo cedette il territorio alla Francia. il 26 maggio Napoleone, da poco divenuto Imperatore dei francesi, si incoronò anche re d'Italia a Milano, cingendo la corona ferrea. Venezia tornò così sotto il controllo francese, sebbene all'interno del Regno napoleonico d'Italia.
Napoleone soppresse gli ordini religiosi, ma avviò anche grandi opere pubbliche in quella che doveva divenire una delle capitali del suo Impero. In piazza San Marco venne costruita una nuova ala di quello che doveva essere il suo palazzo reale: l'Ala Napoleonica o Procuratie Nuovissime, mentre veniva aperta una nuova strada in città: la via Eugenia (nel 1866 rinominata via Garibaldi), intitolata al viceré d'Italia Eugenio di Beauharnais, figlio di prime nozze dell'imperatrice Giuseppina.
In questo periodo venne soppressa la carica episcopale di Primicerio della basilica di San Marco, di originaria pertinenza ducale, e la Basilica divenne nuova cattedrale del Patriarcato di Venezia.
Nel 1808 anche la Dalmazia venne annessa al Regno d'Italia napoleonico, venendo retta da un Provveditore generale di Dalmazia fino al 1809, quando, a seguito del trattato di Schönbrunn, entrò a far parte delle Province Illiriche, governatorato imperiale francese.
Il secondo dominio francese durò fino alla caduta di Napoleone. Il 20 aprile 1814 Venezia tornò agli asburgici e, con la caduta del Regno napoleonico, quello stesso mese la città e l'intero Veneto andarono all'Impero austriaco, che incorporò i territori nel nuovo Regno Lombardo-Veneto (1815).
Il passaggio alla dominazione francese e a quella austriaca consolidarono nel XIX secolo il definitivo abbandono dei materiali e delle tecniche costruttive tradizionali, visibile nelle finitura interna degli edifici con la sostituzione dei marmorini a favore di tecniche diffuse nel "Lombardo-Veneto", come i più economici e spessi rivestimenti multistrato battuti e lisciati con frattazzo e imbiancati con latte di calce levigata a tre mani.